# Ali Khamis
Ali Khamis, född 30 juni 1995, är en friidrottare från Bahrain. Han deltog vid olympiska sommarspelen 2016.